# Dominik Kohr
Dominik Kohr (Trier, 31 de janeiro de 1994) é um futebolista profissional alemão que atua como meia.

## Carreira
Dominik Kohr começou a carreira no Bayer Leverkusen.

## Títulos
Alemanha
- Campeonato Europeu Sub-21: 2017